# Old Crow (fiume)
Il fiume Old Crow è un corso d'acqua transnazionale, lungo 282 km, che nasce nello stato statunitense dell'Alaska e scorre in direzione sudest per sfociare nel fiume Porcupine nella provincia canadese dello Yukon. A sua volta, il Porcupine, un affluente del fiume Yukon, scorre indietro negli Stati Uniti, e le sue acque raggiungono infine lo Stretto di Bering.

## Ritrovamenti archeologici
Richard E. Morlan del Canadian Museum of Civilization e dell'Archaeological Survey of Canada condusse uno studio delle ossa modificate ritrovate nei siti dell'Old Crow negli anni 1970. Morlan affermò che le ossa ritrovate mostravano segni di un lavoro umano intenzionale prima che si fossero fossilizzate. Questo suggerirebbe che esseri umani fossero in Canada durante il tardo Pleistocene.  Questo collocherebbe la presenza umana nelle Americhe in un'epoca anteriore a quanto pensato dagli scienziati.
In seguito R.M. Thorson e R.D. Guthrie tentarono di confutare la ricerca di Morlan in uno studio da essi condotto. Thorson e Guthrie sostennero che l'azione del fiume avrebbe potuto causare i segni sulle ossa che Morlan attribuiva a esseri umani. A sua volta, Morlan riteneva che gli esperimenti di Thorson non avessero dimostrato che tutti i fossili alterati del Bacino dell'Old Crow possano essere attribuiti all'azione di congelamento e rottura del fiume.